# 1438
Cette page concerne l'année 1438  du calendrier julien.
L'année 1438 est une année commune qui commence un mercredi.

## Événements
- Dans la chronologie de John Rowe, renversement d’Inca Urco, alors co-régent des Incas, par Pachacutec.
- Dans la chronologie de John Rowe, début du règne de l'empereur Pachacutec au Pérou (fin en 1471). Il succède à son père Viracocha et établit sa capitale à Cuzco, qu’il transforme en métropole planifiée. Établissement de l'Empire inca (Tahuantinsuyu).

- Guerre de Eikyo au Japon[1] : le shogun Ashikaga Yoshinori vainc Ashikaga Mochiuji.
- Au Siam, le Royaume de Sukhothaï est annexé par le Royaume d'Ayutthaya[2].

### Europe

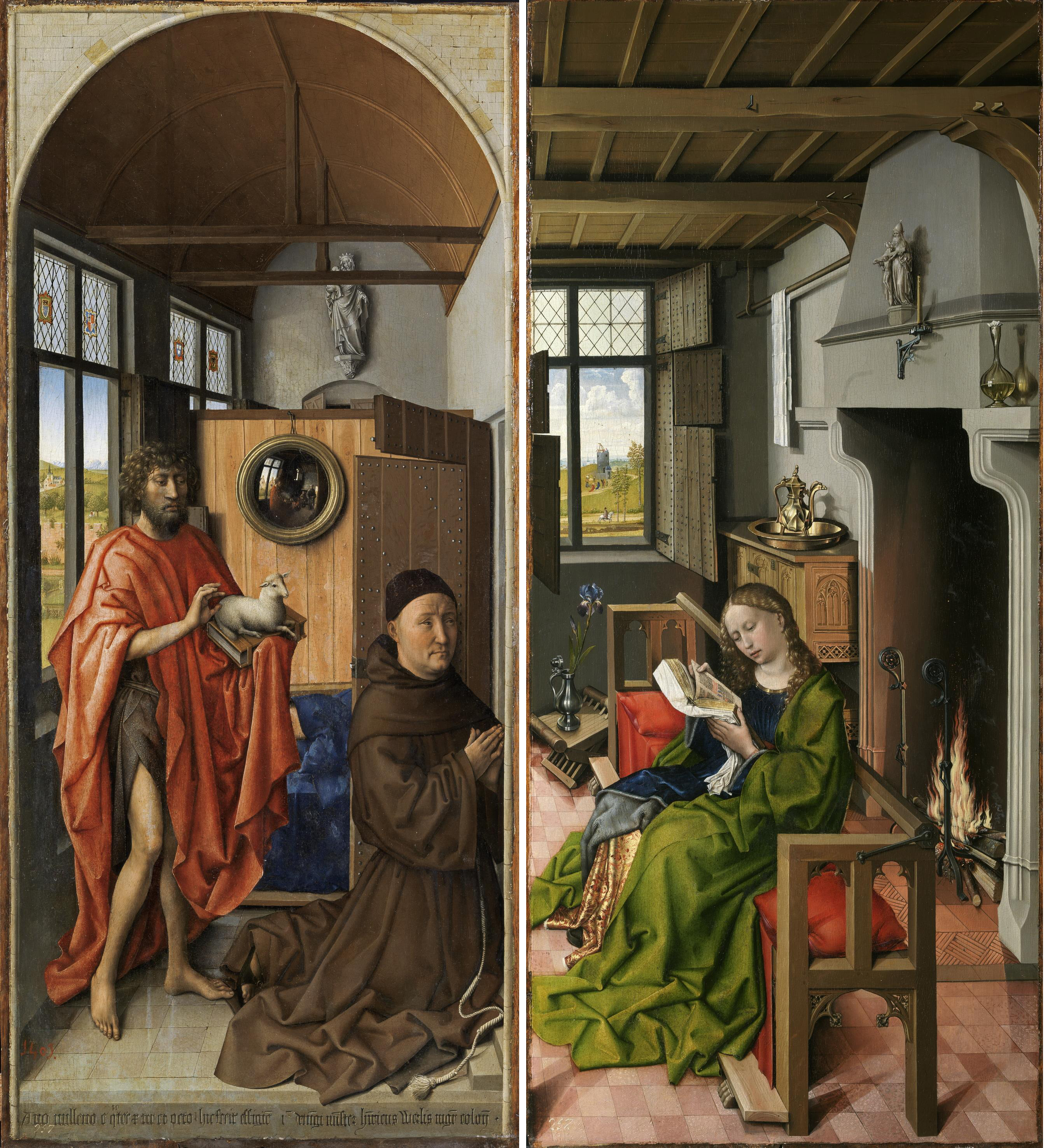
Retable de Werl de Robert Campin

- Été pourri en France. Vendanges tardives dans le nord de la France (5 octobre)[3]. Hausse du prix du blé. Famine à Rouen.
- La peste ravage l’Europe du Nord-Ouest (1438-1440)[4].

- 1er janvier : Albert II de Habsbourg est sacré roi de Hongrie[5].
- 8 janvier : ouverture du Concile de Ferrare-Florence (fin en 1445) opposé à celui de Bâle[6]. Il déclare nulles toutes les décisions prises au concile de Bâle. Celui-ci suspend le pape et prend en main les pères du concile de Bâle (15 février).
- 2 février : « L’Union des Trois Nations » est réaffirmée après la répression de la grande jacquerie de Bobilna en Transylvanie[7]. Elle rétablit et codifie la situation antérieure. Le caractère dynastique de la
- 7 juillet : promulgation par le roi de France Charles VII de la Pragmatique Sanction de Bourges.
- Automne : Murat II, guidé par Vlad Dracul, pille la Transylvanie[8]. Alba Iulia est mise à sac mais Sibiu et Brașov résistent au siège. Murat se tourne ensuite contre le despotat de Serbie (1438-1439).
  - Le gouverneur de Severin, futur voïévode de Transylvanie Jean Hunyadi (1407-1456) prend la tête du mouvement de lutte contre les Ottomans[9].

- Guerre hollando-wende[10] : guerre victorieuse d’Amsterdam avec la Hanse (fin en 1441). Le port hollandais confirme sa mainmise sur le commerce de la Baltique.